# Jacques et Jean Lacroix
Jacques (Gagny, 1er décembre 1898 - Paris 16e, 5 septembre 1987) et Jean Lacroix (Paris 10e, 25 juin 1901 - Neuilly-sur-Seine, 5 février 1988) sont des patrons de presse français fondateurs en 1923 d'un groupe de presse spécialisée[Lequel ?] qui comprendra, entre autres, Guérir, Santé Magazine, Archeologia, La Vie des bêtes, etc[réf. nécessaire].
Surnommés « les frères Lacroix », ils fondent en 1934 le studio Harcourt avec Cosette Harcourt et Robert Ricci.